# See (Áustria)
See é um município da Áustria, situado no distrito de Landeck, no estado do Tirol. Tem 58,08 km² de área e sua população em 2019 foi estimada em 1.263 habitantes.